# Joshua Brennan (rugbista)
Joshua Brennan (Francia, 28 de noviembre de 2001) es un jugador profesional francés de rugby que se desempeña en la posición de segunda línea en Stade Toulousain, equipo perteneciente a la liga Top 14.

## Carrera
Brennan es un jugador de formación francesa (JIFF). En 2008 comenzó su carrera deportiva con el equipo Toulouse Lalande Aucamville, en el cual jugó cuatro temporadas (2008-2012), después pasó a Stade Toulousain, donde lleva jugando doce temporadas.